# St-Grégoire (Ribeauvillé)

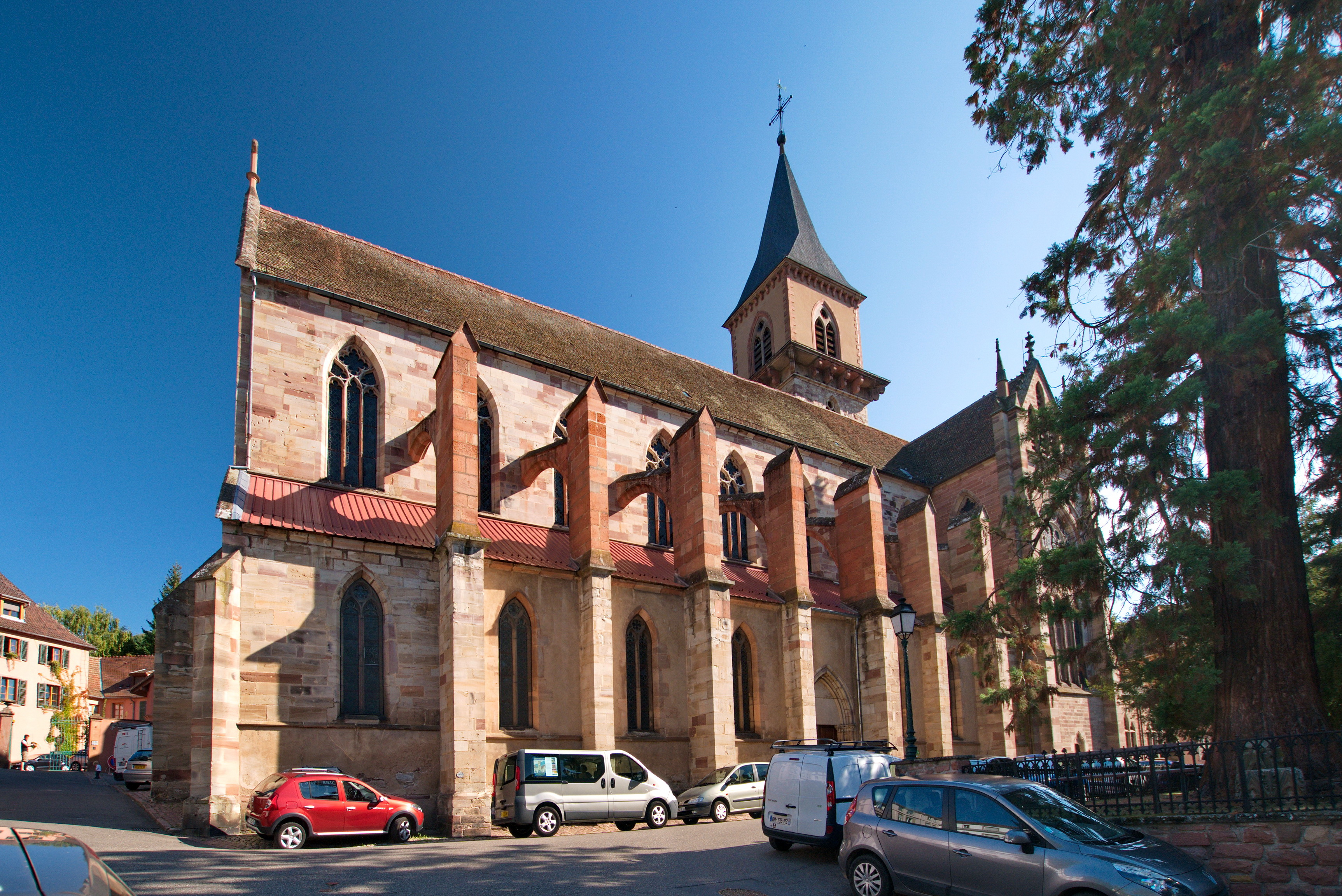
Blick von Süden

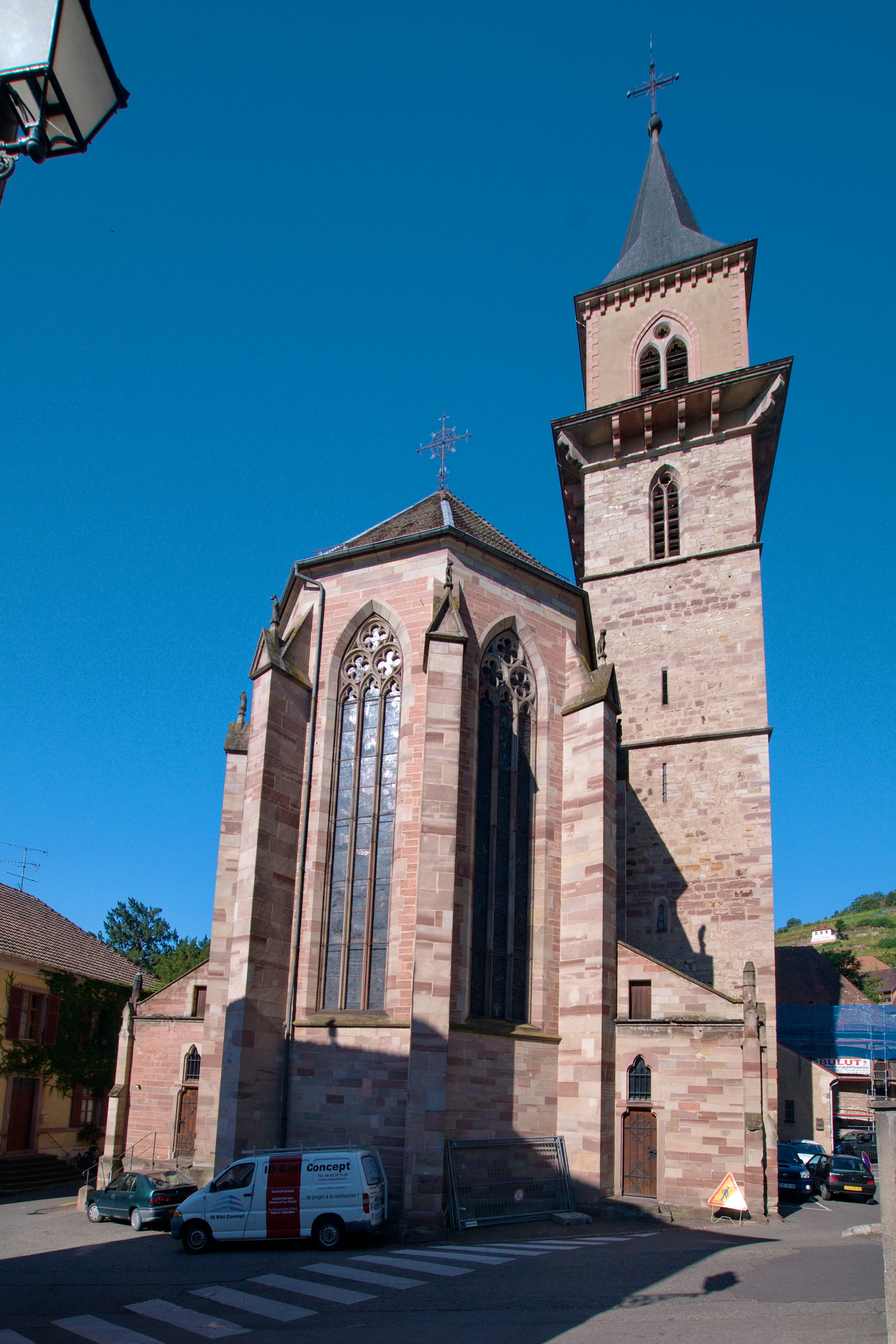
Chor und Kirchturm

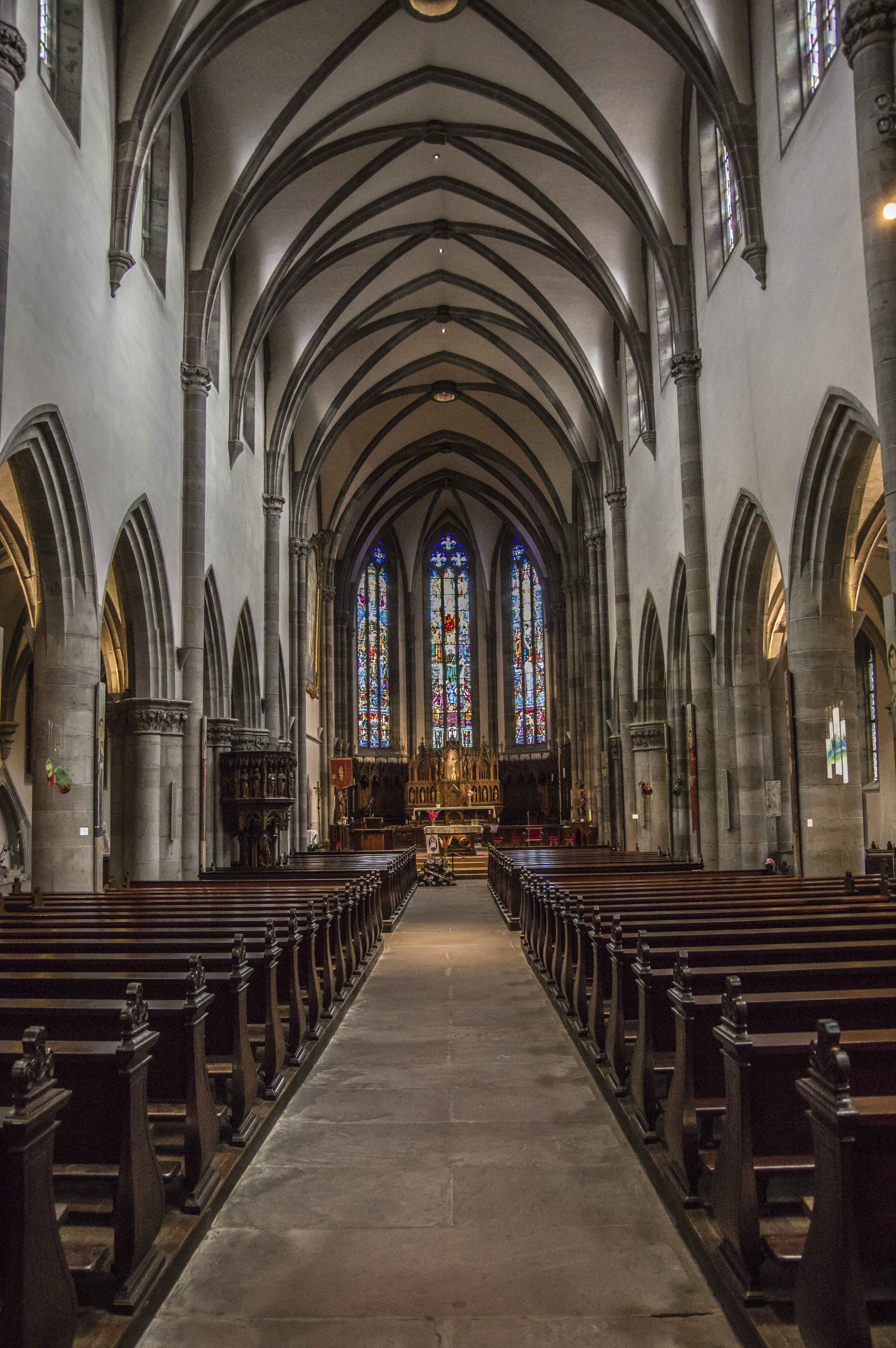
Blick durch das Kirchenschiff zum Chor

St-Grégoire (dt. St. Gregor) ist eine römisch-katholische Kirche in der elsässischen Gemeinde Ribeauvillé. Sie steht als Monument historique unter Denkmalschutz.

## Geschichte
Die Baugeschichte von St-Grégoire zieht sich über nahezu zwei Jahrhunderte. Ältester Teil sind die drei unteren Geschosse des Kirchturms, der ab 1260 entstand. 1282 begann der Bau des Chores. Im 14. Jahrhundert wurde schließlich das Kirchenschiff errichtet und 1475 vollendet. Zu Beginn des 19. Jahrhunderts wurde die Kirche umgestaltet und es stand auf der Nordseite eine Marienkapelle für das Marienbild aus den Wallfahrtskapellen in Dusenbach. 1864 wurde der Kirchturm um ein Geschoss erhöht. 1876 errichtete Charles Winkler ein Querschiff mit Vierung im alten Chorjoch, nachdem der alte Chor baufällig geworden war und das Joch einzustürzen drohte. Der Chor wurde nach Osten versetzt. 
1944 wurde die Südseite der Kirche und das Strebewerk des siebten Jochs bei Bombenangriffen schwer beschädigt. Die Schäden wurden 1950 beseitigt. 
Das Grabgewölbe der Herren zu Rappoltstein unter der Vierung wurde während der Französischen Revolution profaniert und erst 1984 bei Sanierungsarbeiten wiederhergestellt.

## Architektur
Saint-Grégoire ist eine dreischiffige Basilika mit geostetem Chor mit dreiseitigem Schluss. An der Nordseite des Schiffs steht ein Kirchturm. Das hohe Erdgeschoss und die beiden Geschosse darüber stammen noch aus dem 13. Jahrhundert und sind deutlich von der Gotik beeinflusst. Darüber sitzt ein weit auskragendes Geschossgesims auf Konsolen. Das oberste Geschoss mit Knickhelm wurde im 19. Jahrhundert aufgesetzt und besitzt historisierende Elemente. Auf der gegenüberliegenden Südseite schließt sich an das siebenjochige Langhaus ein Querhaus an. Strebewerk hält die Hochwände des Mittelschiffs. Aufwendiges Maßwerk bestimmt die Fenster des Gebäudes. 
Profilierte Spitzbögen trennen Mittel- und Seitenschiffe. Getragen werden diese in einem Stützenwechsel aus Rundsäulen und Pfeilern. Aus diesen erwachsen halbrunde Dienste, die die Kreuzrippengewölbe tragen. Über den Rundsäulen tragen Konsolen die Gewölbe. Auf der westlichen Stirnseite sitzt eine barocke Holzempore mit Orgel.
Das um 1400 entstandene Portal liegt auf der Westseite. Es wird von einem profilierten Gewände mit dreifachem Spitzbogen gebildet. Das Tympanon wird durch einen Dreipass geteilt. Im oberen Teil erkennt man eine Muttergottes, Im unteren Teil eine Kreuzigungsszene. Begleitet wird der Dreipass von zwei Engeln. Auffällig sind die Türblätter mit den an Bäumen erinnernden eisernen Beschlägen. Darüber zieht sich das Sohlbankgesims eines hohen Maßwerkfensters über die komplette Giebelseite. Im Giebelbereich sitzt ein Okulus mit Maßwerk.
Südlich des Chores sitzt eine Sakristei, nördlich ein Abstellraum. Westlich des Turmes sitzt auf der Nordseite eine Kapelle mit halbrunder Apsis. 

## Ausstattung
Die Ausstattung der Kirche stammt vor allem aus der Zeit der Gotik im 15. Jahrhundert. Dazu zählt die Nachbildung eines Heiligen Grabes, sowie eine Muttergottes-Statue aus Lindenholz. Aus dem 17. Jahrhundert stammen ein Prozessionskreuz und zwei Holzreliefs mit Darstellung der Verkündigung und einer Anbetung der Schäfer. Das neogotische Taufbecken stammt aus dem letzten Viertel des 19. Jahrhunderts und wurde von Theophil Klem geschaffen. Von ihm stammen auch die beiden neogotischen Seitenaltäre aus Eichenholz, die Johannes dem Täufer und Michael gewidmet sind. Außerdem schuf Klem den neugotischen Hochaltar mit Heiligenfiguren und das Chorgestühl. 
Das große Tafelbild mit der Darstellung des hl. Gregor in der Vierung wurde 1803 von François-Ignace Hohr geschaffen. Erhalten sind außerdem die nahezu lebensgroßen Figuren einer Ölberg-Darstellung aus Sandstein, die um 1700 entstanden sind. Aus dieser Zeit stammt auch ein steinernes Kruzifix.

### Orgel
Orgel und Orgelprospekt wurden 1701 von dem Straßburger Orgelbauer Friedrich Ring (1666–1701) für die Neukirche in Straßburg erbaut und nach dem Tod von Ring 1702 von Claude Legros vollendet. 1708 baute Andreas Silbermann ein neues Pedalwerk. 1749 wurde die Orgel durch Johann Georg Rohrer an ihren jetzigen Standort transferiert. Während des Ersten Weltkrieges wurden 1917 infolge einer Beschlagnahme für Kriegsbedarf die zinnernen Prospektpfeifen konfisziert. 1933 führte Adolphe Blanarsch Reparaturen an der Orgel durch, 1955 die Firma Orgelbau Roethinger aus Straßburg und nach einem Brand im Jahr 1975 die Firma Alfred Kern & fils, die dann 1984 eine Rekonstruktion der  Orgel von Rink und Legros im Zustand von 1748 durchführte. Die Orgel besitzt die folgende Disposition:
| Grand-Orgue C–d3 |                |         |
| 01.              | Bourdon        | 16‘     |
| 02.              | Montre         | 08‘     |
| 03.              | Bourdon        | 08‘     |
| 04.              | Prestant       | 04‘     |
| 05.              | Flûte          | 04‘     |
| 06.              | Nasard         | 02 ⁄3‘  |
| 07.              | Doublette      | 02‘     |
| 08.              | Tierce         | 01 3⁄5‘ |
| 09.              | Cornet V       |         |
| 10.              | Fourniture III |         |
| 11.              | Cymbale III    |         |
| 12.              | Trompette      | 08‘     |
| 13.              | Clairon        | 04‘     |
| 14.              | Voix Humaine   | 08‘     |

| Positif de Dos C–d3 |               |        |
| 15.                 | Bourdon       | 8‘     |
| 16.                 | Prestant      | 4‘     |
| 17.                 | Nasard        | 2 ⁄3‘  |
| 18.                 | Doublette     | 2‘     |
| 19.                 | Tierce        | 1 3⁄5‘ |
| 20.                 | Larigot       | 1 ⁄3‘  |
| 21.                 | Fourniture II |        |
| 22.                 | Cymbale II    |        |
| 23.                 | Cromorne      | 8‘     |

| Recit c–d3 |              |    |
| 24.        | Bourdon      | 8‘ |
| 25.        | Prestant     | 4‘ |
| 26.        | Cornet III   |    |
| 27.        | Trompette    | 8‘ |
| 28.        | Hautbois     | 8‘ |
| 29.        | Voix Humaine | 8‘ |

| Echo g–d3 |            |    |
| 30.       | Bourdon    | 8‘ |
| 31.       | Prestant   | 4‘ |
| 32.       | Cornet III |    |

| Pédale C–c1 |               |         |
| 33.         | Principal     | 16‘     |
| 34.         | Soubasse      | 16‘     |
| 35.         | Octavebasse   | 08‘     |
| 36.         | Quinte        | 05 1⁄3‘ |
| 37.         | Prestant      | 04‘     |
| 38.         | Fourniture VI |         |
| 39.         | Bombarde      | 16‘     |
| 40.         | Trompette     | 08‘     |
| 41.         | Clairon       | 04‘     |

- Koppeln: I/III

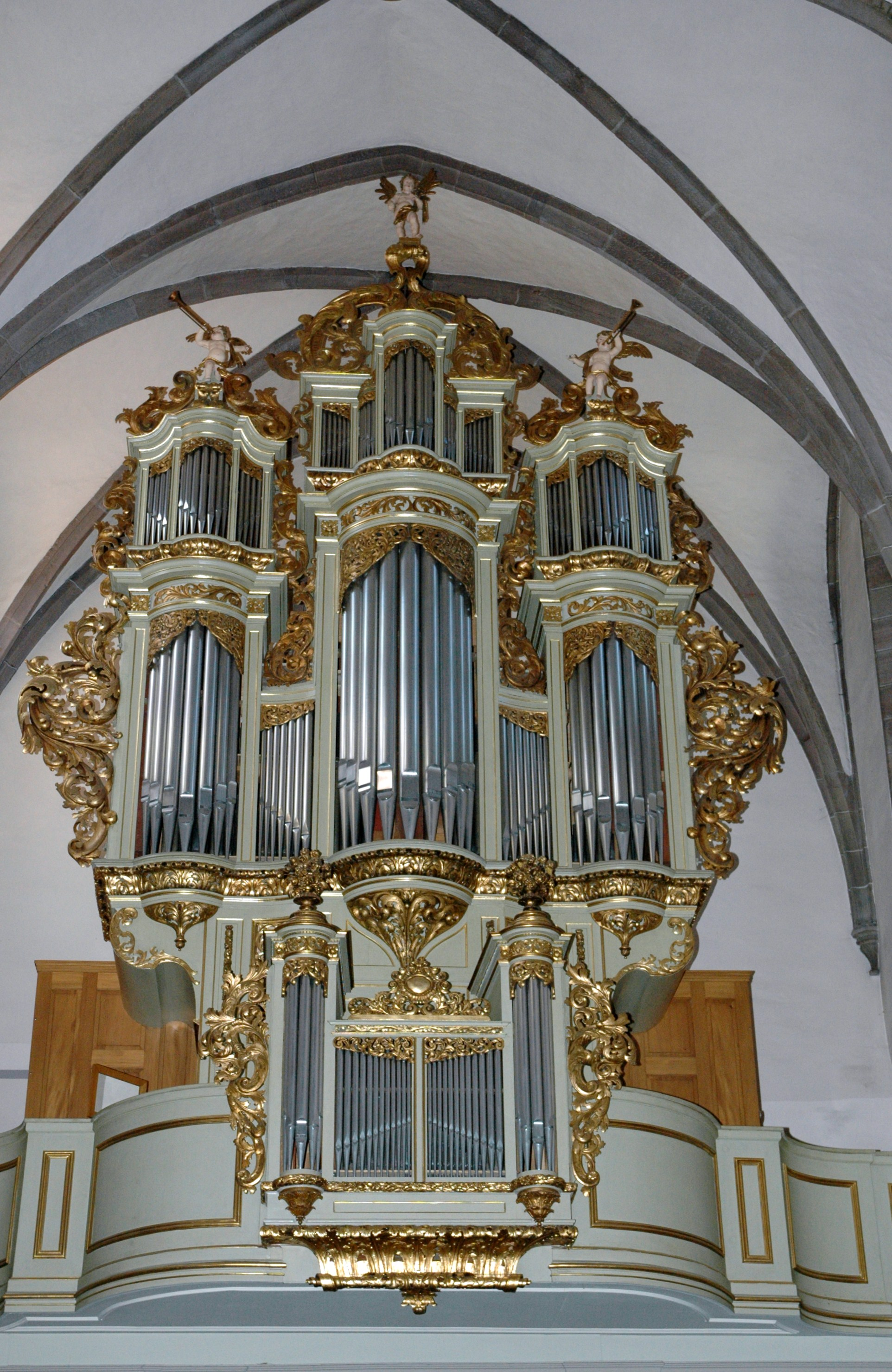
Orgel

Der originale Dispositionsentwurf der Orgel von Rink 1704 lautete:
| Hauptwerk C– |               |        |
| 1.           | Principal     | 8‘     |
| 2.           | Viol de Gamba | 8‘     |
| 3.           | Coppel        | 8‘     |
| 4.           | Octav         | 4‘     |
| 5.           | Quint         | 2 ⁄5‘  |
| 6.           | Tertz         | 1 3⁄5‘ |
| 7.           | Mixtur VI     |        |
| 8.           | Trompette     | 8‘     |
| 9.           | Vox Humana    | 8‘     |

| Rückpositiv C– |             |    |
| 10.            | Quintaden   | 8‘ |
| 11.            | Principal   | 4‘ |
| 12.            | Spitzflöten | 4‘ |
| 13.            | Schweiglen  | 2‘ |
| 14.            | Crumhorn    | 8‘ |
| 15.            | Echo        |    |

| Oberwerk C– |           |       |
| 16.         | Coppel    | 4‘    |
| 17.         | Quint     | 2 ⁄3‘ |
| 18.         | Octav     | 2‘    |
| 19.         | Cimbeln   |       |
| 20.         | Cornet V  |       |
|             | Tremulant |       |

| Pedal C– |               |       |
| 22.      | Bordunen      | 32‘   |
| 23.      | Principal     | 16‘   |
| 24.      | Principal     | 08‘   |
| 25.      | Quint         | 2 ⁄3‘ |
| 26.      | Trompetenbass | 16‘   |

Bei ihrem Ausbau im Jahre 1748 besaß die Orgel folgende Disposition:
| Grand-Orgue C–c3 |                |         |
| 01.              | Bourdon        | 16‘     |
| 02.              | Montre         | 08‘     |
| 03.              | Bourdon        | 08‘     |
| 04.              | Prestant       | 04‘     |
| 05.              | Flûte          | 04‘     |
| 06.              | Nazard         | 02 ⁄3‘  |
| 07.              | Doublette      | 02‘     |
| 08.              | Tierce         | 01 3⁄5‘ |
| 09.              | Cornet V       |         |
| 10.              | Fourniture III |         |
| 11.              | Cymbale III    |         |
| 12.              | Trompette      | 08‘     |
| 13.              | Voix Humaine   | 08‘     |
| 14.              | Clairon        | 04‘     |

| Positif de Dos C–c3 |               |        |
| 15.                 | Bourdon       | 8‘     |
| 16.                 | Montre        | 4‘     |
| 17.                 | Nazard        | 2 ⁄3‘  |
| 18.                 | Doublette     | 2‘     |
| 19.                 | Tierce        | 1 3⁄5‘ |
| 20.                 | Larigot       | 1 ⁄3‘  |
| 21.                 | Fourniture II |        |
| 22.                 | Cymbale II    |        |
| 23.                 | Cromorne      | 8‘     |

| Echo C–c3 |            |  |
| 30.       | Cornet III |  |

| Pedal C–c1 |               |     |
| 33.        | Supbaß        | 16‘ |
| 33.        | Octavenbaß    | 08‘ |
| 33.        | Quinte        | 06‘ |
| 33.        | Prestant      | 04‘ |
| 33.        | Fourniture VI |     |
| 33.        | Trompette     | 08‘ |
| 33.        | Clairon       | 04‘ |